# The Missing
The Missing är en amerikansk långfilm från 2003 i regi av Ron Howard, med Tommy Lee Jones, Cate Blanchett, Evan Rachel Wood och Jenna Boyd i rollerna. Filmen bygger på romanen The Last Ride av Thomas Eidson.

## Handling
Maggie arbetar som läkekunnig och bor med sina barn och sin älskare. Hon hatar sin far, som övergav familjen för att leva bland indianerna när hon var 6 år, och avvisar honom när han plötsligt dyker upp och vill ge henne pengar. Men när hennes dotter Lilly blir bortrövad måste hon motvilligt be honom om hjälp att spåra Lilly. Lilly och några andra kvinnor/flickor har rövats bort av en grupp indianer och vita för att säljas i Mexiko.

## Rollista
| Tommy Lee Jones  | – Samuel Jones                          |
| Cate Blanchett   | – Maggie Gilkeson, Samuels dotter       |
| Evan Rachel Wood | – Lilly Gilkeson, Maggies äldsta dotter |
| Jenna Boyd       | – Dot Gilkeson, Maggies yngsta dotter   |
| Aaron Eckhart    | – Brake Baldwin, Maggies älskare        |
| Val Kilmer       | – Löjtnant Jim Ducharme                 |
| Sergio Calderón  | – Emiliano                              |
| Eric Schweig     | – Pesh-Chidin                           |
| Steve Reevis     | – Two Stone                             |
| Jay Tavare       | – Kayitah                               |